# Dichaetocoris minimus
Dichaetocoris minimus är en insektsart som beskrevs av Knight 1968. Dichaetocoris minimus ingår i släktet Dichaetocoris och familjen ängsskinnbaggar. Inga underarter finns listade i Catalogue of Life.